# Skeleton Key
Skeleton Key är en amerikansk thrillerfilm från 2005 med Kate Hudson och Gena Rowlands.

## Handling
En ung sjuksköterska arbetar som assistent hos ett gammalt par i New Orleans. Hon misstänker ganska så snabbt att allt inte står rätt till i det gamla huset.... Vad finns det egentligen i rummet på vinden? Och kan makens förlamning ha något med Hoodoo att göra? 

## Rollista
- Kate Hudson - Caroline Ellis
- Gena Rowlands - Violet Devereaux
- John Hurt - Ben Devereaux
- Peter Sarsgaard - Luke
- Joy Bryant - Jill
- Maxine Barnett - Mama Cecile
- Fahnlohnee R. Harris - Hallie
- Marion Zinser - Kvinna från Bayou